# Baghal

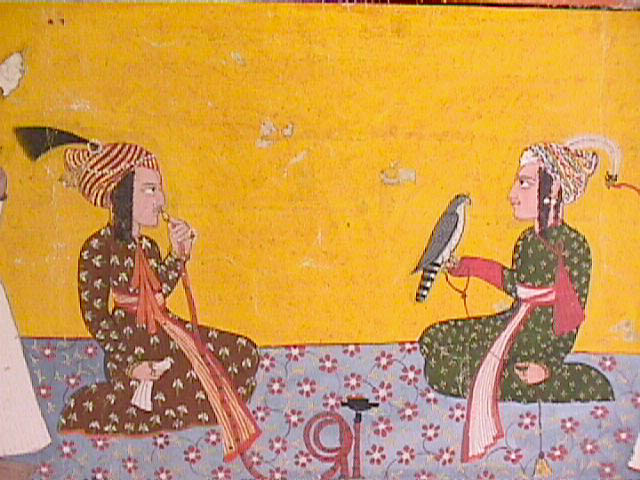
Rana Mehar Chand de Baghal (1727-1743) parlant amb Jai Singh de Kulu. Pintura Pahari, primera meitat del s. XVIII.

Baghal fou un estat tributari protegit de l'Índia, al Panjab, proper a Simla, sota administració del comissionat de la divisió d'Ambala (o Umballa) avui a Himachal Pradesh. La seva superfície era de 321 km² i la població el 1881 de 20.633 habitants i el 1901 de 25.720 habitants, distribuïts en 346 pobles.
La capital era Arki a uns 30 km de Simla, on hi havia la residència del raja per damunt de la vila i d'impressionant aparença.
Els rages són suposats descendents dels reis de Malwa o rages ponwar de Rajputana i concretament de Krishnaraja Upendra (791-818) i més directament de Bhoj Dev (rei de Malwa 1010-1053). Al començament del segle XII es va establir un principat (vassall de Malwa) a Dhara, governat per Ramdhawal Dev, germà petit del rei de Malwa Navarman Dev (1097-1111). Fins a la segona meitat del segle XIII van governar Dhara els següents rages:
- Ramdhawal Dev vers 1100
- Roop Mangal
- Dharm Dev
- Sarang Dev
- Tarang Dev
- Bhopal Dev
- Amar Dev

Aquest darrer fou ministre principal de Jaitugi Dev de Malwa (rei de 1239 a 1255) i després del seu fill Jayasinha Jayavarman II (rei de 1256 a 1276). Un dels seus fills Ajai Deb Ponwar, vers el 1260 va anar en peregrinació a Badrinath i va passar per la vall de Sairi i va veure que hi havia manca de govern; allí es va crear un principat (vers 1265) que fou independent del seu pare a Dhara i del seu parent llunyà el rei de Malwa. El va succeir el seu germà petit Vijai Dev. Un tercer germà, Madhan Dev, fou un eremita i encara avui considerat sant. La capital va estar successivament a Shai, Dhundan, Darla, Damras, altre cop Dhundan i el 1643 definitivament Arki.
Entre 1803 i 1815 l'estat fou atacat i dominat (1806-1814) pels gurkhes que van expulsar al rana, que va anar a l'exili a Nalagarh, i fou restablert amb ajut dels britànics el 1814 quan va reconquerir Arki sent confirmat el 3 de setembre de 1815. El 1860 el rana va obtenir el títol de raja de manera personal i el 1875 de manera hereditaria. El 1904 va pujar al tron un raja menor d'edat sota regència del germà del seu pare i d'un oficial britànic. El Raja és un Puar.

## Llista de sobirans
- Ajai Dev vers 1260/1265-?
- Vijai Dev
- Nand Dev
- Nar Dev
- Sri Dev
- Jawahar Dev
- Kasar Chand
- Kul Chand
- Koal Chand
- Sweechhal Chand
- Shyam Chand
- Santam Chand
- Alam Chand
- Jalbar Chand
- Bhupal Chand
- Muktapal Chand
- Samudra Chand
- Dhir Chand
- Gambhir Chand
- Jai Chand
- Udai Chand
- Trilok Chand
- Hari Chand
- Chhang Chand
- Indar Chand
- Haripal Chand
- Hansrai Chand
- Abhaya Chand
- Sabha Chand 1643-1670
- Prithvi Chand 1670-1727 (fill)
- Mehar Chand 1727-1743 (fill)
- Bhoop Singh 1743-1778 (fill)
- Jagat Singh 1778-1806 (fill)
- Ocupació pels gurkhes 1806-1814
- Jagat Singh 1814-1828
- Shiv Sran Singh 1828-1840 (fill)
- Kishan Singh 1840-1877 (primer raja) (+23 de juliol de 1877) (fill)
- Moti Singh 23 de juliol de 1877 a 12 d'octubre de 1877 (fill)
- Dhian Singh 1877-1904 (fill)
- Bikram Sing (nascut 10 de març de 1893) 1904-1922, major d'edat 23 d'abril de 1908 (+ 3 d'octubre de 1922)
- Surinder Singh 1922-1945 (+ 21 de desembre de 1945)
- Rajinder Singh 1945-1948